# Yuri Vandiuk
Yuri Vandiuk (en ucraniano: Юрій Вандюк; Kóvel, 7 de mayo de 1994) es un deportista ucraniano que compite en piragüismo en la modalidad de aguas tranquilas.
Ganó cuatro medallas en el Campeonato Mundial de Piragüismo entre los años 2018 y 2024, y una medalla de plata en el Campeonato Europeo de Piragüismo de 2018. En los Juegos Europeos de Minsk 2019 obtuvo una medalla de plata en la prueba de C2 1000 m.

## Palmarés internacional
| Campeonato Mundial | Campeonato Mundial          | Campeonato Mundial | Campeonato Mundial |
| Año                | Lugar                       | Medalla            | Competición        |
| ------------------ | --------------------------- | ------------------ | ------------------ |
| 2018               | Montemor-o-Velho (Portugal) | Medalla de plata   | C4 500 m           |
| 2021               | Copenhague (Dinamarca)      | Medalla de oro     | C4 500 m           |
| 2022               | Halifax (Canadá)            | Medalla de bronce  | C4 500 m           |
| 2024               | Samarcanda (Uzbekistán)     | Medalla de bronce  | C2 1000 m          |
| Juegos Europeos    |                             |                    |                    |
| Año                | Lugar                       | Medalla            | Competición        |
| 2019               | Minsk (Bielorrusia)         | Medalla de plata   | C2 1000 m          |
| Campeonato Europeo |                             |                    |                    |
| Año                | Lugar                       | Medalla            | Competición        |
| 2018               | Belgrado (Serbia)           | Medalla de plata   | C4 500 m           |